# The Zoo (film)
Pour les articles homonymes, voir The Zoo.
The Zoo ou In the Zoo est un court métrage de la série Oswald le lapin chanceux, produit par le studio Walter Lantz Productions et sorti le 6 novembre 1933.

## Fiche technique
- Titre  : The Zoo
- Autre titre : In the Zoo
- Série : Oswald le lapin chanceux
- Réalisateur : Walter Lantz, William Nolan
- Scénario : Walter Lantz
- Animateur : Ray Abrams, Fred "Tex" Avery, Jack Carr, Ernest Smythe, Cecil Surry
- Producteur : Walter Lantz
- Production : Walter Lantz Productions
- Distributeur : Universal Pictures
- Date de sortie : 6 novembre 1933[1]
- Musique: James Dietrich
- Format d'image : Noir et Blanc
- Langue : (en)
- Pays :  États-Unis

## Commentaires
- Ce court métrage est célèbre pour un gag auquel Tex Avery aurait contribué: après que sa fourrure soit mangée par les mites, un ours, au lieu de s'enfuir ou rougir, se retourne vers les spectateurs et déclare: "Well, imagine that!".